# Siegfried i Roy

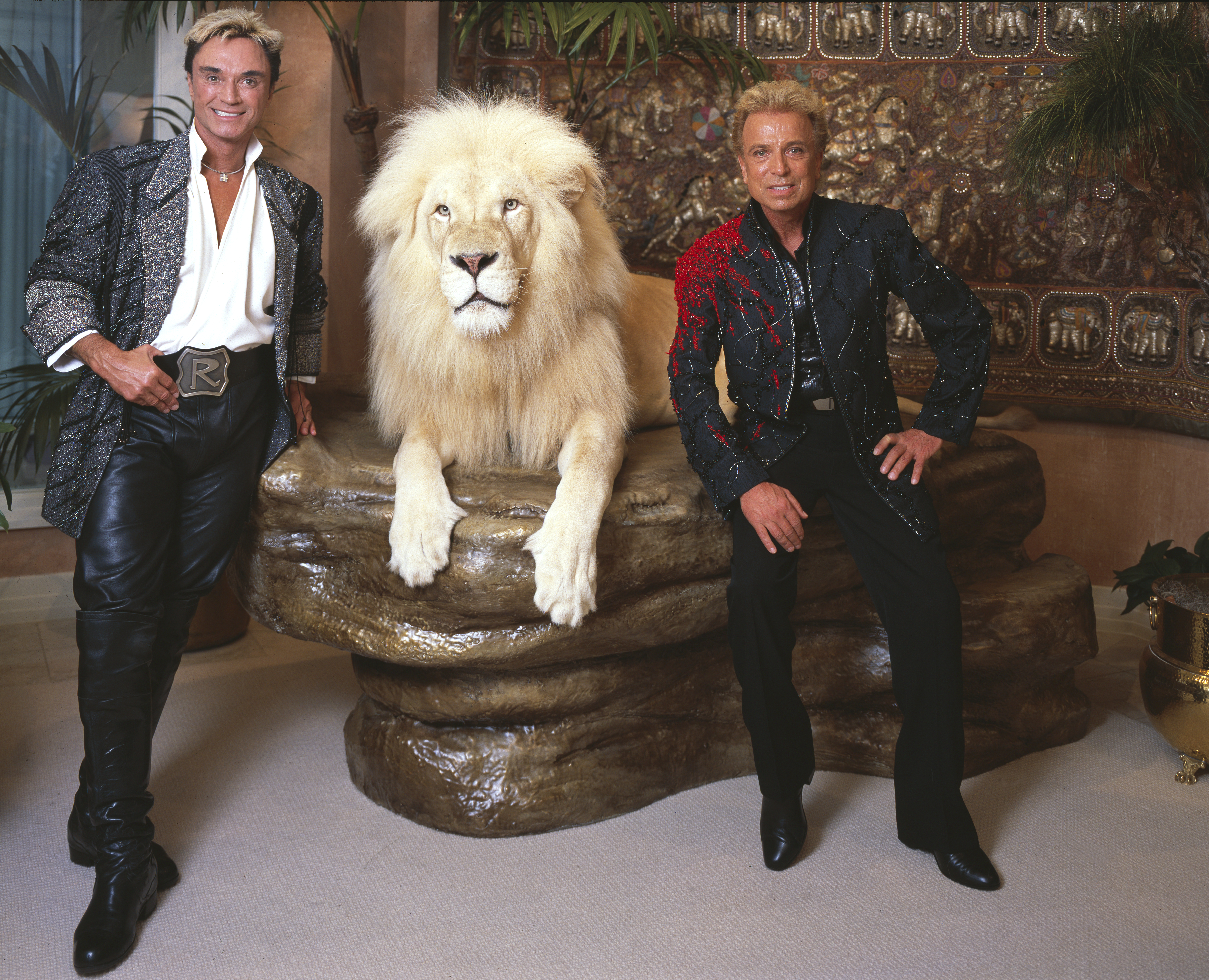
Siegfried i Roy

Siegfried i Roy, właściwe: Siegfried Fischbacher oraz Roy Horn – amerykański duet niemieckiego pochodzenia, który do 2003 występował w Las Vegas jako iluzjoniści. Podczas pokazów iluzji występowali z wielkimi kotami, szczególnie z białymi tygrysami i lwami.

## Kariera
Siegfried Fischbacher (ur. 13 czerwca 1939 w Rosenheim, zm. 13 stycznia 2021 w Las Vegas) i Roy Uwe Ludwig Horn (ur. 3 października 1944 w Nordenham, zm. 8 maja 2020 w Las Vegas) spotkali się w 1959, kiedy obaj pracowali na liniowcu oceanicznym „German”. Siegfried był stewardem, a Roy kelnerem. Siegfried wykonywał magiczne sztuczki dla pasażerów, które zafascynowały Roya, więc obaj szybko się zaprzyjaźnili. Wkrótce zaczęli też razem występować. W tajemnicy przed załogą, Roy przemycił na statek oswojonego geparda Chico, którego miał w domu. Ponieważ trzymanie wielkich kotów na pokładzie było zabronione, Roy stracił za to pracę. Jednak pokaz okazał się takim sukcesem, że wydano pozwolenie na zatrzymanie kota. Na statku pracowali jeszcze przez pięć lat, po czym rozpoczęli występy w Europie. Swoją sztukę prezentowali też w wielu programach telewizyjnych.
W połowie lat 70. XX wieku postanowili wyjechać do Ameryki i tam spróbować sukcesu. Ponieważ ich występy były pełne egzotycznych zwierząt zostali zatrudnieni w Las Vegas, doskonaląc swoje występy. W 1990 zostali wynajęci przez Steve’a Wynna, kierownika kasyna i hotelu The Mirage, za roczne wynagrodzenie w wysokości 57,5 miliona dolarów. Na początku 2000 podpisali dożywotni kontrakt z hotelem, w którym wybudowano specjalną scenę za kwotę pięćdziesięciu milionów dolarów, na której występowali ze zwierzętami. Razem dali około 5750 występów, głównie w Mirage. Ich pokazy zakończyły się 3 października 2003, gdy Roy został zraniony przez tygrysa podczas jednego z występów.
Po emigracji do Stanów Zjednoczonych zostali obywatelami amerykańskimi.
Siegfried i Roy prowadzili działalność wspierającą College of Magic w Kapsztadzie. Projekt „Siegfried & Roy Sarmoti Grant” powstał w 1997, a jego celem jest pomoc upośledzonym młodym ludziom w dołączeniu do college’u i doświadczeniu świata magii.

## Wypadek Roya
3 października 2003, podczas pokazu w hotelu Mirage, Roy został ugryziony w szyję przez siedmioletniego, białego tygrysa zwanego Montecore. Horn został ciężko ranny i stracił dużo krwi. Kiedy był w szpitalu miał powiedzieć „Nie krzywdźcie tygrysa”.
Przez kilka tygodni znajdował się w stanie krytycznym, w tym czasie doznał też częściowego paraliżu. Lekarze podczas operacji usunęli mu jedną czwartą czaszki, by złagodzić ciśnienie spuchniętego mózgu. Część czaszki została umieszczona w jego jamie brzusznej w nadziei, że zostanie wykorzystana później. Na czas rehabilitacji, został przeniesiony do UCLA Medical Center (Centrum medycznego) w Los Angeles. Od 2006 jego stan w widoczny sposób się poprawił, zaczął m.in. mówić i chodzić bez pomocy rehabilitantów.
Tygrys Montecore był szkolony przez Roya od kocięcia – występował na scenie od sześciu lat. Siegfried w programie Larry’ego Kinga, powiedział, że gdy Horn upadł podczas występu, to Montecore usiłował go podciągnąć łapiąc za szyję, tak jak tygrysia matka pociąga swoje młode chwytając je za kark. Dodał, że Montecore nie zdawał sobie sprawy z tego, że człowiek w przeciwieństwie do tygrysa jest podatny na zranienia. Ponadto, gdyby Montecore chciał zranić Horna, to trzymałby jego szyję i potrząsał nim.
Montecore został zabrany na dziesięciodniową kwarantannę, by upewnić się, że nie jest wściekły, potem wrócił do swojego siedliska w hotelu Mirage. Całe zajście przepowiadało koniec egzotycznych zwierzęcych pokazów, w których nie ma żadnych barier między zwierzętami a publicznością. Aktywiści praw zwierząt, którzy sprzeciwiają się wykorzystywaniu dzikich kotów w rozrywce, wykorzystali całe wydarzenie jako trampoliny do rozgłosu, chociaż rzadko kiedy oskarżali Siegfrieda i Roya o złe traktowanie zwierząt w czasie występu.
Wypadek Horna skłonił zarządców hotelu Mirage do zamknięcia występów i zwolnienia 267 członków ekipy. Według gazety „Las Vegas Advisor”, Mirage traci rocznie nie tylko 45 milionów dolarów, które zarabiał na sprzedaży biletów, ale także wiele milionów ze sprzedaży jedzenia, napojów, wynajmu pokoi hotelowych i zysków z kasyna. Rzecznik MGM Mirage powiedział, że utrata Siegfrieda i Roya jest większym ciosem dla marki Mirage niż straty finansowe, gdyż gospodarze byli „twarzami” hotelu i znalezienie nowej osobowości albo znaku firmowego będzie bardzo trudne.
W listopadzie 2007, Roy powiedział, że niewykluczony jest jeszcze ich powrót na scenę.

## Życie prywatne
Do czasu wypadku Roya, obaj treserzy zadziwiali nie tylko na scenie, ale także w życiu prywatnym, swoim dość ekscentrycznym stylem życia. Swój dom nazwali „Pałac w dżungli”, oprócz nich mieszkały tam m.in. białe tygrysy i pantery śnieżne. Roy zawsze twierdził, że łączą go ze zwierzętami niezwykłe więzi, świetnie rozumiał ich potrzeby i odczucia, dlatego też nieraz dzielił z nimi łoże. Ponieważ jednak ich zapach był nieraz dość nieprzyjemny, często kąpał swoje zwierzaki, a nawet sam czyścił im zęby. Ich zażyłość ze zwierzętami potwierdzają także urny z prochami tygrysów stojące w domu. Pod koniec lat 70. XX wieku Siegfried nie wytrzymał stresu związanego ze zwierzętami i uzależnił się od leków uspokajających. Zdołał jednak przezwyciężyć kryzys. W 1998 iluzjoniści przestali mieszkać razem. Roy przeniósł się na obrzeża Las Vegas do willi „Mała Bawaria” wybudowanej w alpejskim stylu. Jak wyjaśnił było to spowodowane tylko tym, że na nowej posesji był wiele większy wybieg dla zwierząt.
Obaj artyści pomimo wielokrotnych pytań unikali odpowiedzi na pytanie czy są parą związaną romantycznie. W 2007 tygodnik „National Enquirer” opublikował informacje o przygotowywanej autobiografii Roya, gdzie miał dokonać publicznego 'coming outu'. O ich gejowskim związku krążyły od lat zabawne legendy o najgorzej ukrywanym sekrecie Las Vegas. Za swój wkład w życie i osiągnięcia teatralne, Siegfried i Roy mają własną gwiazdę na Hollywood Walk Fame przy 7060 Hollywood Boulevard.

## Kultura masowa
Siegfried i Roy, jako wybitni artyści i ikony kultury masowej, są często przez nią wykorzystywani. Odniesienia do nich można znaleźć w filmach, serialach a nawet w muzyce.
W filmie Kasyno, Martina Scorsese, jest wspomniany występ „Jonathana i Davida”. To artyści którzy zostali wynajęci, by zabawiać gości występami zwierząt w fikcyjnym kasynie Tangiers. Chociaż role te są wzorowane na Siegfriedzie i Royu, a aktorzy są do nich bardzo podobni, to oni sami tam nie zagrali.
W piosence Michaela Jacksona, Mind is the Magic, można usłyszeć jak chór śpiewa o Siegfriedzie i Royu. Michael Jackson, który jako dziecko mieszkał po sąsiedzku z Siegfriedem i Royem, często zakradał się za kulisy, by stamtąd podglądać pracę treserów. Później skomponował dla nich jedną z melodii, która rozbrzmiewała w czasie przedstawienia.
Siegfried i Roy wraz z ich zwierzętami przedstawieni zostali także w serialu animowanym Father Of The Pride.

## Filmografia
- 2002: Showboy
- 2001: Ocean’s Eleven: Ryzykowna gra
- 1999: Siegfried & Roy: The Magic Box
- 1997: W krzywym zwierciadle: Wakacje w Vegas
- 1996: Siegfried & Roy: Masters of the Impossible
- 1994: Bassie en Adriaan - De reis vol verassingen (Dutch) Tłumaczenie: Podróży pełny niespodzianek
- 1982: Szukając wyjścia